# Mercury Park Lane
Il Park Lane è un'autovettura full-size prodotta dalla Mercury dal 1958 al 1960 e dal 1964 al 1968. La vettura era molto simile alla Monterey nonostante fosse dotata, rispetto a quest'ultima, di interni e di un equipaggiamento superiori. La Park Lane aveva il motore montato anteriormente e la trazione posteriore. Il nome Park Lane è stato invece utilizzato per la prima volta per un modello Ford familiare due porte del 1956.

## La prima serie: 1958–1960
Il modello è stato introdotto nel 1958 come vettura d'alta gamma della Mercury. Nel 1959 il passo della Park Lane venne aumentato fino a raggiungere un valore che era superiore a quello degli altri modelli Mercury.
La Park Lane era disponibile in versione berlina quattro porte, coupé due porte e cabriolet due porte, ed era dotata di un motore V8 da 7 L di cilindrata che erogava 310 CV di potenza. Il modello era inoltre equipaggiato da un cambio automatico a tre rapporti, dal servosterzo, dal servofreno, da carenature posizionate sulle aperture delle ruote, da cromature sui parafanghi, dal lavacristalli e da un cruscotto imbottito.
La Park Lane venne temporaneamente tolta di produzione nel 1961 dopo che la Mercury decise di concentrare le risorse sulla Monterey e sulla Meteor 800.

## La seconda serie: 1964–1968

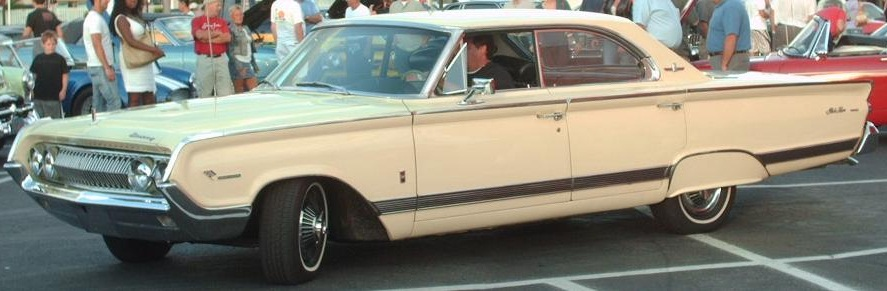
Una Mercury Park Lane Maurader

La Park Lane fu reintrodotta sui mercati nel 1964 per tentare di colmare il gap presente tra la gamma Ford e quella Lincoln. Molte Park Lane erano dotate di un lunotto "Breezeway", ovvero di un vetro posteriore che era inclinato al contrario e che poteva essere abbassato. Questo tipo di lunotto fu introdotto sulla Mercury Turnpike Cruiser e sulla Lincoln Continental. Le Park Lane erano dotate del pacchetto "Marauder" che prevedeva l'installazione di un tettuccio fastback in luogo del lunotto "Breezeway". Questo pacchetto Marauder era molto popolare sulle vetture full-size Ford e sui modelli Mercury della stessa categoria.

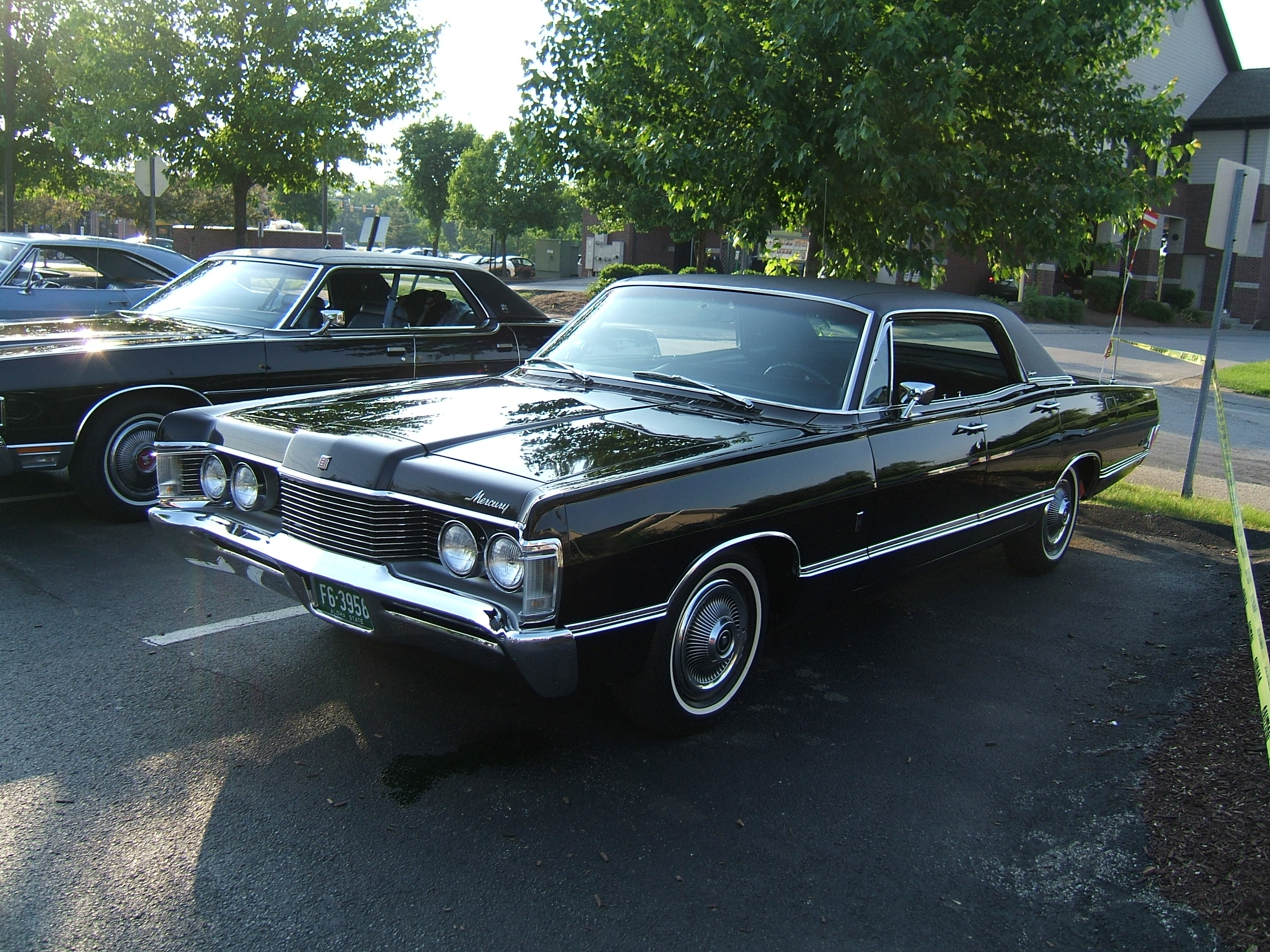
Una Mercury Park Lane Brougham

L'offerta di motori di questa serie di Park Lane era composta da due motori V8 che avevano una cilindrata di 6,7 L e 7 L.  Tale generazione di Park Lane fu assemblata a Saint Louis.
Nel 1967 e nel 1968 la Park Lane venne anche offerta con l'allestimento Brougham. Questa versione, negli anni in cui fu prodotta, rappresentava il modello al top della gamma Mercury dato che era dotata di un equipaggiamento particolarmente lussuoso. Nella serie televisiva Hawaii Squadra Cinque Zero il protagonista, che era interpretato da Jack Lord, guidava una Mercury Park Lane Brougham del 1968.
La Mercury aggiornò l'intera gamma di vetture full-size nel 1969. L'anno precedente, in previsione di questa operazione, la Mercury ritirò dal mercato la Park Lane, che fu infatti sostituita dalla Marquis. In seguito, negli anni novanta, il nome Park Lane venne utilizzato per un allestimento della Grand Marquis.